# Heliconius meridionalis
Heliconius meridionalis är en fjärilsart som beskrevs av Heinrich Neustetter 1925. Heliconius meridionalis ingår i släktet Heliconius och familjen praktfjärilar. Inga underarter finns listade i Catalogue of Life.